# Caballería celestial
Caballería celestial es un libro de caballerías español, perteneciente a los llamados libros de caballerías a lo divino o narraciones caballerescas espirituales, escrito en dos partes por el valenciano Jerónimo de Sampedro, autor también de La Carolea. El autor dedicó su obra a don Pedro Luis Galceran de Borja , maestre de Montesa.  
En la una "epístola proemial al benévolo lector", el autor dice que, hallándose tan estragado el gusto de aquellos tiempos en materia de lectura , las gentes dejaban la dulce y provechosa lección de la Sagrada Escritura por la de libros profanos y á las costumbres perniciosos. Que conociendo cómo él mismo ciego por ciegos guiado iba cayendo en el atolladero de su engaño, dio vuelta sobre su pensamiento, y determinó escotar el tiempo gastado en vanas lecciones, empleando el que le quedaba en escribir historia verdadera. Pero advirtiendo , añade, "que los que tienen acostumbrado el apetito a las lecciones ya dichas no vernían desseosos al vanquete destas, aviendo de pasar de un extremo á otro, propuse les dar de comer la perdiz desta historia, alborotada con el artificio de las que les solían caer en gusto, porque más engolosinándose en ella, pierdan el sabor de las fingidas, y aborreciéndolas, se ceven de esta, que no lo es. Para que después de este pasto, como suelen algunos padres recitar a sus hijos las patrañas de los caualleros de burlas, les cuenten y hagan leer las maravillas de los guerreros de veras donde hallaran trazada, no una Tabla Redonda, mas muchas; no una sola aventura, mas venturas diversas; y esto no por industria de Merlín ni de Urganda la Desconocida, mas por la divina sabiduría del verbo hqo de Dios. También verán, no al maestro Elisabad , diestro en la corporal cirugía , pero muchos cirujanos acuchillados por la 
experiencia de su milicia, los quales con los ungüentos de su santo exemplo sanarán á loslieridos 
sus espirituales heridas. Hallaran también, no uno solo Amadis de Gaula, mas muchos amadores de la verdad no creada ; no un solo Tirante el Blanco, mas muchos tirantes al blanco de la gloria; no una Oriana ni una Carmesina, pero muchas santas y celebradas matronas, de las quales se podrá colegir exemplar y virtuosa erudición. Verán assi mesmo la viveza del anciano Alegorín, el sabio, y la sagacidad de Moraliza, la discreta donzella, los quales darán de sí dulce y provechosa plática, mostrando en muchos pasos desta Celestial cauallería encubierta encumbrados misterios y altas maravillas, y no de un fingido cauallero de la Cruz, más de un precioso Christo, que verdadeíamente lo fue." 
La primera parte, Libro de Caballería Celestial del Pie de la Rosa Fragante, aparecida en Amberes en 1554 en la imprenta de Martín Nucio, es una versión caballeresca y alegórica del Antiguo Testamento, en 110 capítulos llamados "maravillas", y en ella se relatan, en el estilo típico de los libros de caballerías, las vidas de varios de los patriarcas, profetas, jueces y reyes de Israel, presentados como caballeros, mientras que Dios es el Emperador Celestial, y se anuncia el advenimiento del Caballero del León (Jesucristo). 
En la Segunda parte de la Caballería Celestial de las Hojas de la Rosa Fragante, impresa en Valencia en 1554 en la imprenta de Joan Mey Flandro, y dividida en 101 maravillas, la alegoría se refiere al Nuevo Testamento, y su protagonista es Jesús, presentado también como caballero andante, hijo del Emperador Celestial. De esta segunda parte no se conoce actualmente ningún ejemplar, sino únicamente lo que sobre ella comentaron en el siglo XIX eruditos como George Ticknor y Pascual de Gayangos.
El autor anunció una tercera parte, que no llegó a publicar.
La obra de Sampedro alcanzó escasa popularidad, pero su tratamiento de los temas bíblicos despertó recelos en la Iglesia católica, que la incluyó en el Índice de los libros prohibidos.